# Saison 2024-2025 de l'AC Milan
 (juillet 2024).
Si vous disposez d'ouvrages ou d'articles de référence ou si vous connaissez des sites web de qualité traitant du thème abordé ici, merci de compléter l'article en donnant les références utiles à sa vérifiabilité et en les liant à la section « Notes et références ».
Maillots
Chronologie
Saison précédente Saison suivante
La saison 2024-2025 de l'AC Milan est la quarante-deuxième saison consécutive du club en première division.

## Avant-saison
Au début de la saison, l'entraîneur Stefano Pioli quitte le club après 5 ans passés sur le banc. L'attaquant français Olivier Giroud quitte aussi le club en fin de contrat.
Le 13 juin, l'entraîneur du LOSC Paulo Fonseca rejoint le club.
L'AC Milan commence sa préparation d'avant-saison avec un match face au Rapid Vienne le 20 juillet puis participe au Soccer Champions Tour entre le 28 juillet et le 7 août aux États-Unis. Le club termine sa préparation le 13 en affrontant l'AC Monza pour le trophée Silvio Berlusconi.
Le 29 décembre, le club libère l'entraîneur Paulo Fonseca en raison des résultats plus que moyens ainsi que du faible niveau de jeu. 
Le 30 décembre, le club signe l'entraîneur Sérgio Conceição, libre depuis la fin de son contrat avec le FC Porto, jusqu'au 30 juin 2025. 
le 6 janvier, le club remporte la Supercoupe d'Italie après 8 années.
La saison se termine sur une neuvième place, qui prive le club de toutes compétitions européennes la saison prochaine.

## Transferts

### Mercato estival
| Nom                  | Poste             | Transfert           | Montant | Provenance/Destination | Division           |
| -------------------- | ----------------- | ------------------- | ------- | ---------------------- | ------------------ |
| Arrivées             |                   |                     |         |                        |                    |
| Devis Vásquez        | Gardien de but    | Retour de prêt      | -       | Ascoli Calcio          | Serie B            |
| Strahinja Pavlović   | Défenseur         | Transfert           | 20M€    | RB Salzbourg           | Bundesliga         |
| Emerson Royal        | Défenseur         | Transfert           | 15M€    | Tottenham Hotspur      | Premier League     |
| Álex Jiménez         | Défenseur         | Transfert définitif | 5M€     | Real Madrid Castilla   | Primera Federación |
| Fodé Ballo-Touré     | Défenseur         | Retour de prêt      | -       | Fulham FC              | Premier League     |
| Marco Pellegrino     | Défenseur         | Retour de prêt      | -       | US Salernitana         | Serie A            |
| Youssouf Fofana      | Milieu de terrain | Transfert           | 20M€    | AS Monaco              | Ligue 1            |
| Charles De Ketelaere | Milieu de terrain | Retour de prêt      | -       | Atalanta Bergame       | Serie A            |
| Rade Krunić          | Milieu de terrain | Retour de prêt      | -       | Galatasaray SK         | SüperLig           |
| Daniel Maldini       | Milieu de terrain | Retour de prêt      | -       | AC Monza               | Serie A            |
| Álvaro Morata        | Attaquant         | Transfert           | 13M€    | Atlético de Madrid     | LaLiga             |
| Tammy Abraham        | Attaquant         | Prêt sans OA        | -       | AS Roma                | Serie A            |
| Lorenzo Colombo      | Attaquant         | Retour de prêt      | -       | AC Monza               | Serie A            |
| Marko Lazetić        | Attaquant         | Retour de prêt      | -       | Fortuna Sittard        | Eredivisie         |
| Marco Nasti          | Attaquant         | Retour de prêt      | -       | SSC Bari               | Serie B            |
| Divock Origi         | Attaquant         | Retour de prêt      | -       | Nottingham Forest FC   | Premier League     |
| Luka Romero          | Attaquant         | Retour de prêt      | -       | UD Almería             | LaLiga             |
| Alexis Saelemaekers  | Attaquant         | Retour de prêt      | -       | Bologna FC             | Serie A            |
| Chaka Traorè         | Attaquant         | Retour de prêt      | -       | Palerme FC             | Serie B            |
| Départs              |                   |                     |         |                        |                    |
| Devis Vásquez        | Gardien de but    | Prêt sans OA        | -       | Empoli FC              | Serie A            |
| Antonio Mirante      | Gardien de but    | Retraite            | -       | -                      | -                  |
| Pierre Kalulu        | Défenseur         | Prêt avec OA        | 3,3M€   | Juventus FC            | Serie A            |
| Jan-Carlo Simić      | Défenseur         | Transfert           | 3M€     | RSC Anderlecht         | Jupiler Pro League |
| Mattia Caldara       | Défenseur         | Transfert libre     | -       | Modène FC              | Serie B            |
| Marco Pellegrino     | Défenseur         | Prêt sans OA        | -       | CA Independiente       | Primera División   |
| Simon Kjær           | Défenseur         | Fin de contrat      | -       | -                      | -                  |
| Charles De Ketelaere | Milieu de terrain | Transfert           | 22M€    | Atalanta Bergame       | Serie A            |
| Rade Krunić          | Milieu de terrain | Transfert           | 3,5M€   | Fenerbahçe SK          | SüperLig           |
| Yacine Adli          | Milieu de terrain | Prêt avec OA        | 1,5M€   | ACF Fiorentina         | Serie A            |
| Daniel Maldini       | Milieu de terrain | Transfert libre     | -       | AC Monza               | Serie A            |
| Tommaso Pobega       | Milieu de terrain | Prêt sans OA        | -       | Bologna FC             | Serie A            |
| Olivier Giroud       | Attaquant         | Transfert libre     | -       | Los Angeles FC         | MLS                |
| Marco Nasti          | Attaquant         | Transfert libre     | -       | US Cremonese           | Serie B            |
| Emil Roback          | Attaquant         | Transfert libre     | -       | Muangthong United FC   | Thai League 1      |
| Lorenzo Colombo      | Attaquant         | Prêt sans OA        | -       | Empoli FC              | Serie A            |
| Marko Lazetić        | Attaquant         | Prêt sans OA        | -       | FK TSC Bačka Topola    | Super liga Srbije  |
| Luka Romero          | Attaquant         | Prêt sans OA        | -       | Deportivo Alavés       | LaLiga             |
| Alexis Saelemaekers  | Attaquant         | Prêt sans OA        | -       | AS Roma                | Serie A            |

### Mercato hivernal
| Nom              | Poste             | Transfert                | Montant | Provenance/Destination | Division       |
| ---------------- | ----------------- | ------------------------ | ------- | ---------------------- | -------------- |
| Arrivées         |                   |                          |         |                        |                |
| Kyle Walker      | défenseur         | prêt avec option d'achat | -       | Manchester City        | Premier League |
| João Félix       | attaquant         | prêt avec OA             | 2,5M€   | Chelsea FC             | Premier League |
| Santiago Giménez | attaquant         | transfert + bonus        | 35M€    | Feyenoord Rotterdam    | Eredivisie     |
| Riccardo Sottil  | Milieu de terrain | Prêt avec OA             | 1M€     | Fiorentina             | Serie A        |
| Warren Bondo     | Milieu de terrain | Achat                    | 10M€    | AC Monza               | Serie A        |
| Départs          |                   |                          |         |                        |                |
| Álvaro Morata    | Attaquant         |                          | M€      | Galatasaray SK         | Superlig       |
| Noah Okafor      | Attaquant         | prêt avec OA             | 2M€     | SSC Napoli             | Serie A        |
| Ismaël Bennacer  | Milieu            | prêt avec OA             | 2M€     | Olympique de Marseille | Ligue A        |
| Davide Calabria  | Défenseur         | prêt                     |         | Bologne FC             | Serie A        |

## Résultats

### Serie A
| Journée | Date       | Lieu      | Adversaire       | Score | Buteur(s) pour l'AC Milan                                        |
| ------- | ---------- | --------- | ---------------- | ----- | ---------------------------------------------------------------- |
| 1       | 17/08/2024 | domicile  | Torino FC        | 2-2   | Morata 89e, Okafor 90+5e                                         |
| 2       | 24/08/2024 | extérieur | Parme Calcio     | 2-1   | Pulisic 66e                                                      |
| 3       | 31/08/2024 | extérieur | SS Lazio         | 2-2   | Pavlović 8e, Leão 72e                                            |
| 4       | 15/09/2024 | domicile  | Venezia FC       | 4-0   | Hernandez 2e, Fofana 16e, Pulisic 25e (pen.), Abraham 29e (pen.) |
| 5       | 22/09/2024 | extérieur | Inter Milan      | 1-2   | Pulisic 10e, Gabbia 89e                                          |
| 6       | 27/09/2024 | domicile  | US Lecce         | 3-0   | Morata 38e, Hernandez 41e, Pulisic 43e                           |
| 7       | 06/10/2024 | extérieur | ACF Fiorentina   | 2-1   | Pulisic 66e                                                      |
| 8       | 19/10/2024 | domicile  | Udinese Calcio   | 1-0   | Chukwueze 81e                                                    |
| 9       | 27/10/2024 | extérieur | Bologne FC       | 2-1   | Leão 43e                                                         |
| 10      | 30/10/2024 | domicile  | SSC Naples       | 0-2   |                                                                  |
| 11      | 03/11/2024 | extérieur | AC Monza         | 0-1   | Reijnders 43e                                                    |
| 12      | 10/11/2024 | extérieur | Cagliari Calcio  | 3-3   | Leão 15e 40e, Abraham 69e                                        |
| 13      | 25/11/2024 | domicile  | Juventus FC      | 0-0   |                                                                  |
| 14      | 01/12/2024 | domicile  | Empoli FC        | 3-0   | Morata 19e, Reijnders 44e 69e                                    |
| 15      | 08/12/2024 | extérieur | Atalanta Bergame | 2-1   | Morata 22e                                                       |
| 16      | 15/12/2024 | domicile  | Genoa CFC        | 0-0   |                                                                  |
| 17      | 22/12/2024 | extérieur | Hellas Vérone    | 0-1   | Reijnders 56e                                                    |
| 18      | 29/12/2024 | domicile  | AS Rome          | 1-1   | Reijnders 16e                                                    |
| 19      | 12/01/2025 | domicile  | Cagliari Calcio  | 1-1   | Morata 51e                                                       |
| 20      | 14/01/2025 | extérieur | Côme 1907        | 1-2   | Hernandez 71e, Leão 76e                                          |
| 21      | 19/01/2025 | extérieur | Juventus FC      | 2-0   |                                                                  |
| 22      | 26/01/2025 | domicile  | Parme Calcio     | 3-2   | Pulisic 38e (pen.), Reijnders 90+2e, Chukwueze 90+5e             |
| 23      | 02/02/2025 | domicile  | Inter Milan      | 1-1   | Reijnders 45e                                                    |
| 24      | 09/02/2025 | extérieur | Empoli FC        | 0-2   | Leão 68e, Giménez 76e                                            |
| 25      | 15/02/2025 | domicile  | Hellas Vérone    | 1-0   | Giménez 75e                                                      |
| 26      | 23/02/2025 | extérieur | Torino FC        | 2-1   | Reijnders 74e                                                    |
| 27      | 02/03/2025 | domicile  | SS Lazio         | 1-2   | Chukwueze 84e                                                    |
| 28      | 09/03/2025 | extérieur | US Lecce         | 2-3   | Gallo 68e (csc), Pulisic 73e (pen.) 81e                          |
| 29      | 16/03/2025 | domicile  | Côme 1907        | 2-1   | Pulisic 53e, Reijnders 75e                                       |
| 30      | 30/03/2025 | extérieur | SSC Naples       | 2-1   | Jović 84e                                                        |
| 31      | 06/04/2025 | domicile  | ACF Fiorentina   | 2-2   | Abraham 23e, Jović 64e                                           |
| 32      | 13/04/2025 | extérieur | Udinese Calcio   | 0-4   | Leão 42e, Pavlović 45e, Hernandez 74e, Reijnders 81e             |
| 33      | 20/04/2025 | domicile  | Atalanta Bergame | 0-1   |                                                                  |
| 34      | 27/04/2025 | extérieur | Venezia FC       | 0-2   | Pulisic 5e, Giménez 90+6e                                        |
| 35      | 04/05/2025 | extérieur | Genoa CFC        | 1-2   | Leão 76e, Frendrup 77e (csc)                                     |
| 36      | 09/05/2025 | domicile  | Bologne FC       | 3-1   | Giménez 73e 90+2e, Pulisic 79e                                   |
| 37      | 18/05/2025 | extérieur | AS Rome          | 3-1   | João Félix 39e                                                   |
| 38      | 24/05/2025 | domicile  | AC Monza         | 2-0   | Gabbia 64e, João Félix 74e                                       |

### Classement
| Rang | Équipe           | Pts | J  | G  | N  | P  | Bp | Bc | Diff |
| ---- | ---------------- | --- | -- | -- | -- | -- | -- | -- | ---- |
| 1    | SSC Naples       | 82  | 38 | 24 | 10 | 4  | 59 | 27 | +32  |
| 2    | Inter MilanT     | 81  | 38 | 24 | 9  | 5  | 79 | 35 | +44  |
| 3    | Atalanta Bergame | 74  | 38 | 22 | 8  | 8  | 78 | 37 | +41  |
| 4    | Juventus FC      | 70  | 38 | 18 | 16 | 4  | 58 | 35 | +23  |
| 5    | AS Rome          | 69  | 38 | 20 | 9  | 9  | 56 | 35 | +21  |
| 6    | ACF Fiorentina   | 65  | 38 | 19 | 8  | 11 | 60 | 40 | +20  |
| 7    | SS Lazio         | 65  | 38 | 18 | 11 | 9  | 61 | 49 | +12  |
| 8    | AC Milan         | 63  | 38 | 18 | 9  | 11 | 61 | 43 | +18  |
| 9    | Bologne FCC      | 62  | 38 | 16 | 14 | 8  | 57 | 47 | +10  |
| 10   | Côme 1907P       | 49  | 38 | 13 | 10 | 15 | 49 | 52 | -3   |
| 11   | Torino FC        | 44  | 38 | 10 | 14 | 14 | 39 | 45 | -6   |
| 12   | Udinese Calcio   | 44  | 38 | 12 | 8  | 18 | 41 | 58 | -17  |
| 13   | Genoa CFC        | 43  | 38 | 10 | 13 | 15 | 37 | 49 | -12  |
| 14   | Hellas Vérone    | 37  | 38 | 10 | 7  | 21 | 34 | 63 | -29  |
| 15   | Cagliari Calcio  | 36  | 38 | 9  | 9  | 20 | 40 | 56 | -16  |
| 16   | Parme CalcioP    | 35  | 38 | 7  | 15 | 16 | 44 | 58 | -14  |
| 17   | US Lecce         | 34  | 38 | 8  | 10 | 20 | 27 | 58 | -31  |
| 18   | Empoli FC        | 31  | 38 | 6  | 13 | 19 | 33 | 59 | -26  |
| 19   | Venezia FCP      | 29  | 38 | 5  | 14 | 19 | 32 | 56 | -24  |
| 20   | AC Monza         | 18  | 38 | 3  | 9  | 26 | 30 | 70 | -40  |

Qualifications européennes
Ligue des champions de l'UEFA 2025-2026
Ligue Europa 2025-2026
Ligue Conférence 2025-2026
Relégation
Abréviations

### Évolution du classement
| Journée  | 1 | 2  | 3  | 4  | 5 | 6 | 7 | 8 | 9 | 10 | 11 | 12 | 13 | 14 | 15 | 16 | 17 | 18 | 19 | 20 | 21 | 22 | 23 | 24 | 25 | 26 | 27 | 28 | 29 | 30 | 31 | 32 | 33 | 34 | 35 | 36 | 37 | 38 | Journées en tête |
| -------- | - | -- | -- | -- | - | - | - | - | - | -- | -- | -- | -- | -- | -- | -- | -- | -- | -- | -- | -- | -- | -- | -- | -- | -- | -- | -- | -- | -- | -- | -- | -- | -- | -- | -- | -- | -- | ---------------- |
| Rang     | 6 | 14 | 14 | 10 | 7 | 3 | 6 | 4 | 8 | 8  | 8  | 8  | 8  | 8  | 8  | 8  | 8  | 8  | 8  | 8  | 8  | 8  | 8  | 8  | 8  | 8  | 9  | 9  | 9  | 9  | 9  | 9  | 9  | 9  | 9  | 8  | 9  | 8  |                  |
| Résultat | N | D  | N  | V  | V | V | D | V | D | D  | V  | N  | N  | V  | D  | N  | V  | N  | N  | V  | D  | V  | N  | V  | V  | D  | D  | V  | V  | V  | N  | V  | D  | V  | V  | V  | D  | V  | —                |

### Coupe d'Italie
| Tour       | Date            | Lieu      | Adversaire  | Score | Buteur(s) pour l'AC Milan                                              |
| ---------- | --------------- | --------- | ----------- | ----- | ---------------------------------------------------------------------- |
| 1/8 finale | 4 décembre 2024 | domicile  | US Sassuolo | 6-1   | Chukwueze 12e 31e, Reijinders 17e, Leão 23e, Calabria 56e, Abraham 62e |
| 1/4 finale | 5 février 2025  | domicile  | AS Rome     | 3-1   | Abraham 16e 42e, João Félix 72e                                        |
| 1/2 finale | 2 avril 2025    | domicile  | Inter Milan | 1-1   | Abraham 47e                                                            |
|            | 23 avril 2025   | extérieur | Inter Milan | 0-3   | Jović 36e 50e, Reijinders 85e                                          |
| Finale     | 14 mai 2025     | Rome      | Bologne FC  | 0-1   |                                                                        |

### Ligue des Champions
| Tour            | Date              | Lieu      | Adversaire               | Score | Buteur(s) pour l'AC Milan            |
| --------------- | ----------------- | --------- | ------------------------ | ----- | ------------------------------------ |
| Phase de Poules | 17 septembre 2024 | domicile  | Liverpool FC             | 1-3   | Pulisic 3e                           |
|                 | 1er octobre 2024  | extérieur | Bayer Leverkusen         | 1-0   |                                      |
|                 | 22 octobre 2024   | domicile  | Club Bruges              | 3-1   | Pulisic 34e, Reijnders 61e 71e       |
|                 | 5 novembre 2024   | extérieur | Real Madrid              | 1-3   | Thiaw 12e, Morata 39e, Reijnders 73e |
|                 | 26 novembre 2024  | extérieur | Slovan Bratislava        | 2-3   | Pulisic 21e, Leão 68e, Abraham 71e   |
|                 | 11 décembre 2024  | domicile  | Étoile rouge de Belgrade | 2-1   | Leão 42e, Abraham 87e                |
|                 | 22 janvier 2025   | domicile  | Girona FC                | 1-0   | Leão 37e                             |
|                 | 29 janvier 2025   | extérieur | Dinamo Zagreb            | 2-1   | Pulisic 53e                          |
| barrages        | 12 février 2025   | extérieur | Feyenoord Rotterdam      | 1-0   |                                      |
|                 | 18 février 2025   | domicile  | Feyenoord Rotterdam      | 1-1   | Giménez 1re                          |

### Supercoupe d'Italie
| Tour       | Date           | Lieu             | Adversaire  | Score | Buteur(s) pour l'AC Milan                 |
| ---------- | -------------- | ---------------- | ----------- | ----- | ----------------------------------------- |
| 1/2 finale | 3 janvier 2025 | Stade KSU, Riyad | Juventus FC | 2-1   | Pulisic 71e (pen.), Gatti 75e (csc)       |
| finale     | 6 janvier 2025 | Stade KSU, Riyad | Inter Milan | 3-2   | Hernandez 52e, Pulisic 80e, Abraham 90+3e |